# アイ・フラットヘッド
『アイ・フラットヘッド』（原題：I, Flathead）は、アメリカ合衆国のギタリスト、ライ・クーダーが2008年に発表したスタジオ・アルバム。

## 背景
前々作『チャヴェス・ラヴィーン』（2005年）、前作『マイ・ネーム・イズ・バディ』（2007年）に続く「カリフォルニア三部作」の最終章に当たる。本作のストーリーの主人公である架空のミュージシャン、Kash Bukと彼のバンド「The Klowns」は、クーダーが書き下ろした小説のキャラクターでもあり、本作の限定盤には、この小説を収録した96ページのハードカバーの冊子が付属している。

## 反響
セールス的には前作『マイ・ネーム・イズ・バディ』ほどの成功を収められず、アメリカではBillboard 200入りを逃し、ノルウェーでは2008年第27週のアルバム・チャートで初登場21位となるが、翌週にはトップ40圏外に落ちた。
イギリスでは、2008年7月5日付の全英アルバムチャートで84位となるが、翌週にはトップ100圏外に落ちた。

## 評価
本作は第51回グラミー賞において最優秀コンテンポラリー・フォーク/アメリカーナ賞にノミネートされた。Thom Jurekはオールミュージックにおいて5点満点中3.5点を付け「このアルバムには、『チャヴェス・ラヴィーン』に見られた未来的なラテン・グルーヴも、『マイ・ネーム・イズ・バディ』に見られたダストボウル時代の物語的なカントリーやフォークの旅路もないが、前2作もそうであったように、親しみやすさと取っ付きにくさが併存している」と評している。

## 収録曲
特記なき楽曲はライ・クーダー作。
1. ドライヴ・ライク・アイ・ネヴァー・ビーン・ハート - Drive Like I Never Been Hurt (Ry Cooder, Joachim Cooder) - 4:07
2. ウェイティン・フォー・サム・ガール - Waitin' for Some Girl - 3:48
3. ジョニー・キャッシュ - Johnny Cash - 3:08
4. キャン・アイ・スモーク・イン・ヒア? - Can I Smoke in Here? - 4:19
5. スティール・ギター・ヘヴン - Steel Guitar Heaven - 3:40
6. ライディン・ウィズ・ザ・ブルース - Ridin' with the Blues - 3:01
7. ピンクオー・ブギー - Pink-O Boogie - 3:05
8. フェルナンド・セズ - Fernando Sez - 4:44
9. スペイド・クーリー - Spayed Kooley - 2:09
10. フィリピーノ・ダンスホール・ガール - Filipino Dancehall Girl - 3:54
11. マイ・ドワーフ・イズ・ゲッティング・タイアード - My Dwarf Is Getting Tired - 3:59
12. フラットヘッド・ワン・モア・タイム - Flathead One More Time (R. Cooder, J. Cooder, Jared Smith) - 3:12
13. 5000カントリー・ミュージック・ソングス - 5000 Country Music Songs - 6:41
14. リトル・トローナ・ガール - Little Trona Girl (R. Cooder, J. Cooder) - 3:13

## 参加ミュージシャン
- ライ・クーダー - ボーカル、ギター、エレクトリックピアノ、ベース、マンドリン、ラウド
- レネ・カマチョ - ベース(on #3, #5, #6, #7, #8, #9, #10, #11, #13)
- ヨアキム・クーダー（英語版） - ドラムス(on #1, #3, #5, #8, #9, #10, #11, #12, #13, #14)、ティンバレス(on #7)
- マーティン・プラドラー - ドラムス(on #2, #4)、エレクトリックピアノ(on #13)
- ジム・ケルトナー - ドラムス(on #6, #7)
- マリアチ・ロス・カンペロス(on #1)
- エリカ - スクリーミング(on #6)
- ジョシュ - エフェクト(on #6)
- Fernando Ruleas - ボイス(on #8)
- ロン・ブレイク - トランペット(on #8)
- フランシスコ・トーレス - トロンボーン(on #8)
- アンソニー・ギル - バス・サクソフォーン(on #8)
- フラコ・ヒメネス - アコーディオン(on #10)
- ジャレド・スミス - キーボード(on #12)
- ジョン・ハッセル - トランペット(on #12)
- ギル・バーナル - テナー・サクソフォーン(on #12)
- Juliette Commagere - ボーカル(on #14)
- ヘスス・グスマン - アレンジ(on #1)、ストリングス・アレンジ(on #7, #9, #10)